# Obliti privatorum publica curate
 Obliti privatorum publica curate лат. (изговор: облити приваторум публика курате).Заборавивши на приватне ствари, брините се о јавним пословима.

## Изрека уклесана у  камену
Ово је натпис на старој градској вијећници  у Кнежевом двору у Дубровнику.

## Значење
Порука републичкој и градској администрацији да посао обављају савјесно. Пред вратима вијећњице треба оставити све своје приватне проблеме и разлоге, и посветити се искључиво јавним пословима.